# Semarang (huyện)
Semarang là một huyện (tiếng Indonesia: kabupaten) thuộc tỉnh Trung Java tại Indonesia. Huyện lị là Ungaran. Về mặt địa giới, huyện Semarang giáp với Kendal và Temanggung ở phía tây, thành phố Salatiga ở phía nam, Grobogan và Demak ở phía đông và thành phố Semarang ở phía bắc.
Huyện được chia thành các phó huyện/xã:
1. Ungaran Barat
2. Ungaran Timur
3. Bergas
4. Pringapus
5. Bawen
6. Bringin
7. Tuntang
8. Pabelan
9. Bancak
10. Suruh
11. Susukan
12. Kaliwungu
13. Tengaran
14. Getasan
15. Banyubiru
16. Sumowono
17. Ambarawa
18. Jambu
19. Bandungan